# Рингудит
Рингудитът е полиморфен минерал с голямо наличие на оливин (магнезиев силикат и желязо), който се образува при високи температури и налягания на земната мантия между 525 и 660 km дълбочина.
Рингудитът е забележителен с това, че може да съдържа хидроксидни йони (кислородни и водородни атоми, свързани помежду си) в структурата си. В комбинация с доказателствата за неговата поява дълбоко в земната мантия, се предполага, че там се намира вода с обем до еквивалента на три световни океана в преходната зона земна кора – мантия на дълбочина между 410 и 660 km.
Този минерал за първи път е идентифициран в метеорита Тенъм през 1969 година и е установено, че присъства в големи количества в земната мантия.
Рингудитът е кръстен на австралийския учен Тед Рингуд (1930 – 1993), който изследва полиморфните преходи и фази на оливина в общите минерали на мантията и пироксена при налягания, еквивалентни на дълбочини около 600 km.
Оливин, уадслиит и рингудит са полиморфни минерали, намиращи се в горната част на мантията на земята на дълбочина по-голяма от около 660 км. Там също присъстват и други минерали, включително някои с перовскитна структура, които са стабилни. Свойствата на тези минерали определят много от свойствата на мантията.

## Характеристики
Рингудитът е полиморф на оливина, (Mg, Fe) 2SiO4, със структура „шпинел“. Групата минерали „Spinel“ кристализират в изометрична система с осмостенна формация. Оливинът е най-често срещан в горната мантия, над около 410 km. За полиморфните оливин, уадслиит и рингудит се смята, че преобладават в преходната зона на мантията, на около 410 – 660 km дълбочина.
За рингудита се смята, че е най-често срещаният минерал в долната част на преходната зона на земната кора. Физическите и химическите свойства на този минерал частично определят свойствата на мантията на тези дълбочини. Степента на налягане за стабилност на рингудит е в интервала приблизително от 18 до 23 GPa.
Освен в земната мантия, наличност на природен рингудит е установена в много хондритни метеорити, в които възниква като фини поликристални формации.

## Галерия
- Ringwoodite
- силикатни минерали
- Оливин
- „Spinel“ структура
- перовскитна структура на поликристалите
- Структура на Земята